# باليه بولشوي
باليه بولشوي هي شركة باليه كلاسيكي مشهورة عالمياً مقرها مسرح البولشوي في موسكو،روسيا.تأسست فرقة البولشوي عام 1776 ، وهي من بين أقدم شركات الباليه في العالم وتعتبر أكبر شركة باليه في العالم حيث تضم أكثر من 200 راقصة.